# Barbara Hancock
Barbara Hancock  (* 21. November 1949 in Atlanta, Georgia) ist eine US-amerikanische Schauspielerin und Tänzerin.

## Leben
Hancock absolvierte eine Ausbildung zur Balletttänzerin und trat als Solistin beim Harkness Ballet auf, einer New Yorker Ballettkompanie, die von der Witwe des Standard-Oil-Mitgründers Stephen V. Harkness finanziert wurde. 1966 trat sie als Tänzerin in einer Broadwayproduktion von Annie Get Your Gun auf. In der Folge erhielt sie einen Studiovertrag bei Warner Bros.
In ihrem ersten Spielfilm, dem Musical Der goldene Regenbogen von Regisseur Francis Ford Coppola mit dem jungen George Lucas als dessen Regieassistenten, spielte sie die stumme Susan, die sich nur mittels Ausdruckstanz verständigen kann. Der mit Fred Astaire und Petula Clark in den Hauptrollen besetzte Film erhielt zwei Oscarnominierungen; Hancock selbst wurde für zwei Golden Globe Awards in den Kategorien Beste Nachwuchsdarstellerin und Beste Nebendarstellerin nominiert. Sie konnte an diesen Erfolg jedoch nicht anschließen, und ihr ursprünglich über fünf Filme abgeschlossener Vertrag wurde nach zwei weiteren Filmen aufgelöst.
Hancock arbeitet seit Ende der 1970er Jahre als Tanzlehrerin an verschiedenen Instituten.

## Filmografie
- 1968: Tarzan (Fernsehserie)
- 1968: Der goldene Regenbogen (Finian’s Rainbow)
- 1969: Cry for Poor Wally
- 1971: The Night God Screamed
- 1972: Fair Play (Fernsehfilm)

## Broadway
- 1966: Annie Get Your Gun

## Auszeichnungen
Golden Globe Award 1969
- Nominierung in der Kategorie Beste Nebendarstellerin für Der goldene Regenbogen
- Nominierung in der Kategorie Beste Nachwuchsdarstellerin für Der goldene Regenbogen